# Ellen Helmus
Ellen Helmus (Beverwijk, 18 mei 1957 - Wanroij, 26 maart 2011) was een Nederlands jazzfluitiste.
Helmus, die haar opleiding genoot aan het Koninklijk Conservatorium, speelde in de jaren '80 met de Ellen H. Band waarmee ze twee cd's uitbracht. Ze werkte onder andere met Cor Bakker, het Rosenberg Trio, Georgie Fame, Peter Kardolus en Gé Reinders. Helmus was docent op het Utrechts Conservatorium en had een stichting opgericht waarmee ze geld inzamelde voor een school in Kenia. 